# Chick Fit
Chick Fit е промоционален сингъл на британската поп група Ол Сейнтс, издаден на 26 февруари 2007 година. Песента се представя слабо и няма никакъв успех.

## Списък

### CD 1
1. „Chick Fit“ (радио редактиран)
2. „I Need A Remedy“

### CD 2
1. „Chick Fit“ (радио редактиран)
2. „You Don't Know Me“
3. „Chick Fit“ (Kissy Sell Out Mix)